# Найджел Шорт
Найджел Девід Шорт (англ. Nigel David Short; 1 червня 1965, Лі) — англійський шахіст, гросмейстер (1984), претендент у змаганнях на першість світу.
Його рейтинг на січень 2016 року — 2684 (55-е місце у світі, 3-є у Великій Британії).

### Кар'єра

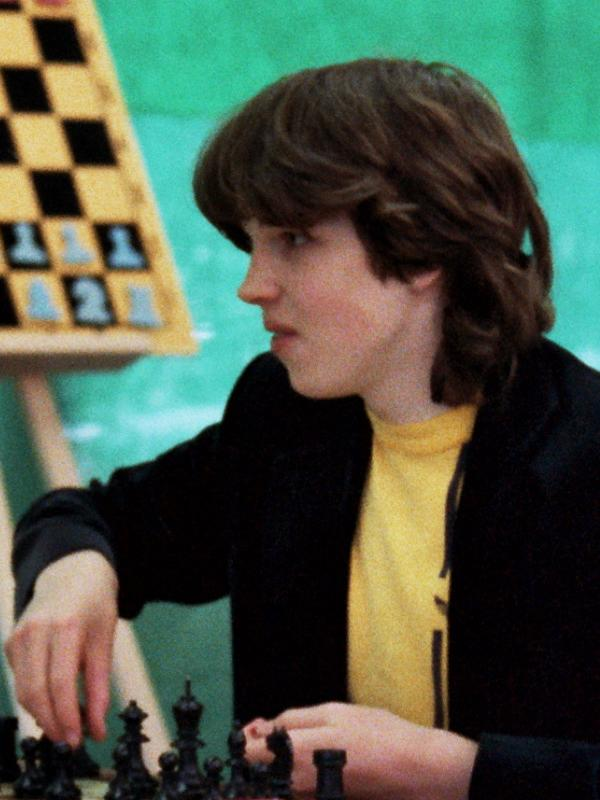
У Дортмунді 1980 року

У 12 років учасник чемпіонату Великої Британії серед чоловіків (наймолодший учасник в історії чемпіонатів). Виступав у 3 чемпіонатах світу серед кадетів (1977–1979; найкращий результат 1979 року — 1 — 2-е місце) і в 4 чемпіонатах світу серед юнаків (1980–1983; найкращий результат 1980 року — 2-е місце). Чемпіон Великої Британії (1984, 1987 і 1998). 
У складі збірної Англії учасник 16 Шахових олімпіад (1984–2014). Срібний призер шахових олімпіад 1984, 1986, 1988 років, бронзовий призер 1990 року.   
У змаганнях на першість світу бере участь з 1984 року. 

## Спортивні результати
| Рік  | Місто       | Турнір                                                               | + | - | =  | Результат | Місце                       |
| ---- | ----------- | -------------------------------------------------------------------- | - | - | -- | --------- | --------------------------- |
| 1984 | Салоніки    | 26-а олімпіада                                                       | 1 | 1 | 4  | 3 з 6     |                             |
| 1985 | Біль        | Міжзональний турнір                                                  | 6 | 2 | 9  | 10½ з 17  | 4 — 6                       |
|      | Монпельє    | Турнір претендентів                                                  | 2 | 3 | 10 | 7 з 15    | 10 — 12                     |
| 1986 | Дубай       | 27-а олімпіада                                                       | 8 | 1 | 4  | 10 з 15   | 2 — командне (1 — особисте) |
| 1987 | Суботиця    | Міжзональний турнір                                                  | 7 | 1 | 7  | 10½ з 15  | 1 — 3                       |
| 1988 | Салоніки    | 28-а олімпіада                                                       | 3 | 1 | 8  | 7 з 12    |                             |
| 1990 | Новий Сад   | 29-а олімпіада                                                       | 2 | 8 | 2  | 3 з 12    |                             |
| 1992 | Маніла      | 30-а олімпіада                                                       | 3 | 6 | 2  | 4 з 11    |                             |
| 1993 | Лондон      | Матч за звання чемпіона світу проти Гаррі Каспарова (за версією ПША) | 1 | 6 | 13 | 7½ з 20   |                             |
| 1994 | Москва      | 31-а олімпіада                                                       | 6 | 5 | 2  | 7 з 13    |                             |
| 1996 | Єреван      | 32-а олімпіада                                                       | 3 | 8 | 1  | 3½ з 12   |                             |
| 1998 | Еліста      | 33-я олімпіада                                                       | 2 | 9 | 0  | 2 з 11    |                             |
| 2000 | Стамбул     | 34-а олімпіада                                                       | 3 | 8 | 1  | 3½ з 12   |                             |
| 2002 | Блед        | 35-а олімпіада                                                       | 5 | 1 | 7  | 8½ з 13   |                             |
| 2004 | Кальвія     | 36-а олімпіада                                                       | 1 | 2 | 1  | 1½ з 4    |                             |
| 2006 | Турин       | 37-а олімпіада                                                       | 5 | 0 | 6  | 8 з 11    |                             |
| 2007 | Монреаль    | Міжнародний турнір                                                   | 1 | 6 | 2  | 2 з 9     | 10                          |
| 2008 | Дрезден     | 38-а олімпіада                                                       | 6 | 2 | 2  | 7 з 10    |                             |
| 2009 | Лондон      | 1-й Міжнародний турнір                                               | 0 | 2 | 5  | 5 з 21    | 8                           |
| 2010 | Вейк-ан-Зеє | 72-й міжнародний турнір                                              | 0 | 3 | 10 | 5 з 13    | 11 — 12                     |
|      | Гавана      | 45-й меморіал Х. Р. Капабланки                                       | 3 | 2 | 5  | 5½ з 10   | 3 — 4                       |
|      | Лондон      | 2-й міжнародний турнір                                               | 0 | 5 | 2  | 2 з 21    | 8                           |

## Зміни рейтингу
| На цьому місці має відображатися графік чи діаграма, однак з технічних причин його відображення наразі вимкнено. Будь ласка, не видаляйте код, який викликає це повідомлення. Розробники вже працюють для того, щоби відновити штатне функціонування цього графіка або діаграми. | |
| | На цьому місці має відображатися графік чи діаграма, однак з технічних причин його відображення наразі вимкнено. Будь ласка, не видаляйте код, який викликає це повідомлення. Розробники вже працюють для того, щоби відновити штатне функціонування цього графіка або діаграми. |